# Kidaste
Koordinaten: 59° 0′ N, 22° 36′ O
Kidaste ist ein Dorf (estnisch küla) in der Landgemeinde Hiiumaa (2013 bis 2017: Landgemeinde Hiiu, davor Landgemeinde Kõrgessaare) auf der zweitgrößten estnischen Insel Hiiumaa (deutsch Dagö).

## Beschreibung und Lage
Kidaste (schwedisch Kiddas) hat 22 Einwohner (Stand 31. Dezember 2011).
Das Dorf liegt neun Kilometer westlich der Inselhauptstadt Kärdla (Kertel). Es wurde erstmals 1591 unter dem Namen Kyddas urkundlich erwähnt.

## Kitas-Irja
In dem Ort lebten über Jahrhunderte vor allem schwedischsprachige Einwohner Hiiumaas. Sie waren wegen ihrer Freiheitsliebe, ihres Stolzes und ihrer Aufmüpfigkeit bekannt.
Berühmtester Sohn des Ortes ist der estlandschwedische Bauer Jöran Jakobson, der unter dem Namen Kitas-Irja unter der örtlichen Bevölkerung große Popularität genoss. Er reiste innerhalb von dreißig Jahren mehr als zehnmal als Wortführer der Hiiumaa-Schweden an den Hof nach Stockholm, um gegen Verletzungen der verbrieften Rechte, hohe Abgaben, Handelsverbote und die Willkürherrschaft seitens der örtlichen Gutsbesitzer Klage zu führen. Er fand zunächst Gehör bei den Beratern des schwedischen Königs Karl XI. Spätere Interventionen blieben dagegen ergebnislos. Jöran Jakobson zog sich außerdem den Zorn des örtlichen Gutsherren Axel Julius De la Gardie (1637–1710) zu.
Nach einem abgebrochenen Spießrutenlaufen wurde Jöran Jakobson für vogelfrei erklärt. Er versteckte sich anschließend mehr als zwölf Jahre in den Wäldern Hiiumaas. Um 1692 verliert sich seine Spur.
1721 wurde Hiiumaa wie ganz Estland Teil des russischen Reiches. Die russische Regierung deportierte 1781 fast alle Schweden der Insel wegen angeblicher Unbotmäßigkeit in die Ukraine, wo sie 1782 die Kolonie Gammalsvenskby gründeten. Viele starben auf dem Weg. Damit endete auch die schwedische Besiedelung Kidastes.